# Бои за Людвигсхафен
Бои за Людвигсхафен (нем. Gefecht von Ludwigshafen) были частью Пфальцского восстания и Баденской революции и продолжались с 15 по 20 июня 1849 года.
После того как 23 апреля баварский король и его правительство отклонили конституцию Германской империи, обнародованную Франкфуртским национальным собранием, что было расценено левыми партиями как государственный переворот, 2 мая в Пфальце, входившем в состав баварского королевства было принято решение о создании государственного комитета в составе десяти человек для защиты и осуществления имперской конституции. 11 мая с восстания баденских войск в крепости Раштатт началось третье баденское восстание.
11 июня началась прусская интервенция в Пфальце: 1-й прусский армейский корпус под командованием генерал-лейтенанта Морица фон Гиршфельда беспрепятственно пересек границу Пфальца у Кройцнаха и продвинулся на юг. 10 июня Людвик Мерославский, польский революционер, принял верховное командование над баден-пфальцской революционной армией, штаб-квартира которой расположилась в Мангейме. 14 июня произошёл бой под Кирхгеймболанденом. 15 июня в нескольких километрах к северо-востоку от Мангейма под Кеферталем произошло сражение между гессенскими имперскими войсками и баденской революционной армией. Затем 1-я прусская дивизия двинулась через Франкенталь и Оггерсхайм на Людвигсхафен.
15 июня, около 11 часов утра, баденская пехота атаковала авангард пруссаков (пехотный батальон, гусарский эскадрон, егерский отряд и два орудия) перед Людвигсхафеном, но затем отошла к городу. После непродолжительной стычки пруссакам удалось взять штурмом баррикады в предместье, а затем после боя, длившегося около двух часов, в 13.30 Людвигсхафен. Революционные войска со своими орудиями отступили через Рейн в Мангейм, разрушив за собой понтонный мост.
Баденская революционная армия разместила тяжелую артиллерию на мангеймской стороне Рейна и начала обстрел Людвигсхафена. Пруссаки, имевшие только легкие пушки, не могли вести контрбатарейную борьбу и отвели свои орудия. Обстрел продолжался вторую половину дня 15-го и в ночь на 16 июня с небольшими перерывами, вызвав пожары и разрушения в Людвигсхафене. После утреннего затишья 16 июня канонада продолжилась с 7:00 до 11:00. Пруссаки ничего не могли сделать против тяжелой баденской артиллерии.
18 июня пруссаки заменили свои войска в Людвигсхафене свежими частями. Около 22:00 баденские войска попытались переправиться в Людвигсхафен на баржах, но попытка была пресечена прусским оборонительным огнём. 19 июня к городу стали прибывать части баварской армии, чтобы совместно с прусской армией начать наступление на Мангейм.
После того как прусский корпус под командованием Морица фон Гиршфельда пересек Рейн недалеко от Гермерсхайма и разбил баденскую армию в сражении при Вагхойзеле, революционные отряды, чтобы избежать надвигающегося окружения, покинули Мангейм, и обстрел Людвигсхафена прекратился.

## Источиники
- Daniel Staroste: Tagebuch über die Ereignisse in der Pfalz und Baden im Jahre 1849: ein Erinnerungsbuch für die Zeitgenossen und für Alle, welche Theil nahmen an der Unterdrückung jenes Aufstandes, Band 1, Potsdam 1852, S. 181–184; 186–188
- Otto Fleischmann: Geschichte des pfälzischen Aufstandes im Jahre 1849: nach den zugänglichen Quellen geschildert, E. Thieme, Kaiserslautern 1899, S. 280–282
- Friedrich Walter: Geschichte Mannheims vom Übergang an Baden (1802) bis zur Gründung des Reiches, Mannheim 1907, S. 393–398
- Otto Julius Bernhard von Corvin-Wiersbitzki: Erinnerungen eines Volkskämpfers, Gebrüder Binger, Amsterdam 1861, Band 3, S. 263–282